# Pouvoir constituant
Pouvoir constituant ist ein aus dem Französischen entlehnter staatsrechtlicher und politikwissenschaftlicher Fachbegriff; er bedeutet verfassunggebende oder verfassungsgebende Gewalt.

## Begriffsgeschichte
Die Unterscheidung von pouvoir constituant und pouvoir constitué wurde von dem Staatsmann Abbé Sieyès durch sein 1789 zu Beginn der Französischen Revolution erschienenes politisches Pamphlet Qu’est-ce que le tiers état ? („Was ist der Dritte Stand?“) in die verfassungstheoretische Diskussion eingebracht:
„Dans chaque partie, la constitution n’est pas l’ouvrage du pouvoir constitué, mais du pouvoir constituant.“
(„In jedem ihrer Teile ist die Verfassung nicht das Werk der verfassten Gewalt, sondern der verfassunggebenden Gewalt.“)

## Verfassunggebende Gewalt als juristischer und politischer Grenzbegriff
Der pouvoir constituant, die konstituierende oder verfassunggebende Gewalt, ist der archimedische Punkt, welcher Politik und Recht miteinander verbindet. Er ist die Spitze der juristischen Normenpyramide:
„Die Verfassunggebende Gewalt zeigt einerseits den politischen, historischen Ursprung der Verfassung auf, begründet andererseits ihren normativen Geltungsanspruch, vermittelt sodann ihre legitimierende Rechtfertigung und bewirkt schließlich ihre begrenzte Geltungsdauer. Kann doch die Verfassunggebende Gewalt eine Verfassungsordnung in revolutionärer Diskontinuität umbrechen und beseitigen, wie dies dem Institut der Verfassungsänderung auf dem Boden der Identität und Kontinuität der Verfassungsgeltung strikt untersagt ist.“
Nach dem demokratischen Legitimitätsprinzip der Volkssouveränität ist der pouvoir constituant originär, elementar und rechtlich unabhängig. Die verfassunggebende Gewalt ist eine vorverfassungsrechtliche Macht: das Volk als unveräußerlicher Inhaber der Souveränität gibt und trägt die Verfassung, aus der die konstituierte, verfasste Staatsgewalt als pouvoir constitué erst hervorgeht und ihre Legitimation erhält:
„Das Volk als pouvoir constituant gibt sich eine Verfassung. Dadurch erst entsteht der pouvoir constitué, die verfasste Staatsgewalt. Diese existiert außerhalb der Verfassung nicht und ist an sie unbedingt gebunden. Eine Befugnis zur Verfassungsänderung hat sie nur, soweit sie dazu vom Volk eine besondere Ermächtigung erhalten hat. Das Recht des Volkes zur Verfassungsgebung ist unbeschränkbar und unveräußerlich. Ein Volk kann sich selbst und künftige Generationen keiner Verfassung unterwerfen und auch nicht an Verfahrensvorschriften binden.“
Die fundamentale Bedeutung, welche der Lehre von der verfassunggebenden Gewalt des Volkes zukommt, sieht man beispielhaft daran, dass dieser Schlüsselbegriff zur Erklärung der Geltung des Grundgesetz für die Bundesrepublik Deutschland verwendet wird. Die Autoren des Grundgesetzes berufen sich in der Präambel auf die „verfassungsgebende Gewalt des Deutschen Volkes“. Sowohl in der Urfassung der Präambel von 1949 als auch in der Neufassung anlässlich der Deutschen Wiedervereinigung von 1990 fungiert der pouvoir constituant des Volkes als Angelpunkt aller demokratischen Legitimation:
„Präambel
Im Bewußtsein seiner Verantwortung vor Gott und den Menschen, von dem Willen beseelt, als gleichberechtigtes Glied in einem vereinten Europa dem Frieden der Welt zu dienen, hat sich das Deutsche Volk kraft seiner verfassungsgebenden Gewalt dieses Grundgesetz gegeben. Die Deutschen in den Ländern Baden-Württemberg, Bayern, Berlin, Brandenburg, Bremen, Hamburg, Hessen, Mecklenburg-Vorpommern, Niedersachsen, Nordrhein-Westfalen, Rheinland-Pfalz, Saarland, Sachsen, Sachsen-Anhalt, Schleswig-Holstein und Thüringen haben in freier Selbstbestimmung die Einheit und Freiheit Deutschlands vollendet. Damit gilt dieses Grundgesetz für das gesamte Deutsche Volk.“
Die politische Brisanz der Lehre von der originären verfassunggebenden Gewalt des Volkes – ihre Sprengkraft – liegt darin begründet, dass die Verfassung nicht nur durch das Volk geschaffen und getragen, sondern auch beseitigt werden kann:
„In revolutionären Umbruchssituationen wirkt die verfassunggebende Gewalt als Kampfbegriff: Sie dient als Umsturzhebel. Als solcher ist sie in der großen Französischen Revolution geschaffen worden und seither in allen großen Revolutionen, 1848, 1917 und 1918, 1933 und wieder 1989 bemüht worden.“
Nach dem Prinzip der Volkssouveränität kann das Volk als originärer Träger des pouvoir constituant jederzeit eine Verfassunggebende Versammlung beauftragen, eine erste oder eine vollkommen neue Verfassung auszuarbeiten, ohne dass hierfür eine besondere geschriebene Rechtsgrundlage besteht.
Auch im Verfassungsstaat ist nach dieser Ansicht der pouvoir constituant vorrangig gegenüber den pouvoirs constitués, den verfassten Staatsgewalten. Diese Unterscheidung erklärt, warum das Volk sich im Rahmen einer Revolution eine neue Verfassung geben kann, ohne dass es durch die rechtlichen Regelungen der alten Verfassung gebunden ist. Die vom Volke in Auftrag gegebene und von ihm angenommene neue Verfassung bildet dann die rechtliche Grundlage der so neu konstituierten Staatsgewalten (pouvoirs constitués).

## Unterscheidung zwischen Verfassungsneugebung und Verfassungsänderung
In der französischen Verfassungsrechtsterminologie unterscheidet man zwischen der originären verfassunggebenden Gewalt des Volkes, dem pouvoir constituant originaire, und der abgeleiteten verfassungsändernden Gewalt (z. B. des parlamentarischen Gesetzgebers), dem pouvoir constituant dérivé.
Auch wenn die originäre verfassunggebende Gewalt des Volkes sich meist nur im revolutionären Umfeld oder in außergewöhnlichen historischen Augenblicken in Form von Verfassunggebenden Versammlungen manifestiert, so ist sie doch jederzeit virtuell im Staatsvolk bewahrt; im freiheitlich-demokratischen Verfassungsstaat befindet sie sich in latenter Schwebe. Der Rechtsphilosoph Hasso Hofmann beschreibt dieses latente Vorhandensein des originären pouvoir constituant des Volkes folgendermaßen:
„Die Verfassung kann als feste Ordnung nur fungieren, wenn sie die Revolution zum fernen Ursprungsmythos verklärt.“
Um zu häufige Verfassungsbeseitigung und Verfassungsneugebung zu vermeiden, steht es dem souveränen Volke frei, sich eine sogenannte flexible Verfassung zu geben. 
Flexible Verfassungen enthalten Artikel, welche die Bedingungen ihrer Partialrevision (teilweisen Änderung) festlegen. Überträgt der volkssouveräne, originäre pouvoir constituant auf diese Weise die Erlaubnis zur Verfassungsänderung, so lässt er dadurch eine neue Gewalt entstehen, nämlich die abgeleitete, verfassungsändernde Gewalt, den pouvoir constituant dérivé. Dieser instituierten Gewalt sind keine Totalrevisionen, aber Teilrevisionen der Verfassung erlaubt.
Verschiedene Formen der (abgeleiteten, instituierten) verfassungsändernden Gewalt sind denkbar:
1. Die Legislative kann ermächtigt werden, eine Verfassungsänderung durchzuführen. Dabei können die Bedingungen erschwert werden: beispielsweise kann für Verfassungsänderungen eine Zweidrittelmehrheit vorgeschrieben werden. Außerdem kann eine unabhängige Verfassungsgerichtsbarkeit geschaffen werden, welche im Rahmen einer Normenkontrolle Verfassungsänderungen überprüft und welche die Änderungen gegebenenfalls als verfassungswidriges Verfassungsrecht für unwirksam erklären kann. Ferner können besondere Verfassungsänderungsverbote festgeschrieben werden.
2. Das souveräne Volk behält sich die letzte Entscheidung vor und schreibt den (plebiszitären) Änderungsweg ausschließlich über Volksbegehren und Volksentscheid vor.
3. Es sind auch Mischformen aus 1) und 2) möglich, wie z. B. in der Schweiz oder in Frankreich. In Deutschland sehen einige Landesverfassungen diese Mischform zur Änderung der Landesverfassung vor, wie z. B. die Landesverfassung der Freien Hansestadt Bremen (Artikel 70d Volksbegehren, Volksentscheid).

Starre Verfassungen hingegen enthalten keinen Artikel, der eine Änderungsinitiative erlaubt oder stellen derart erschwerte Anforderungen an eine Änderung, dass sie prozedural nicht durchführbar ist. In diesen Fällen ist eine Verfassungsänderung durch die amtierenden Staatsorgane praktisch unmöglich. Es bleibt kein anderer Ausweg als in einem quasi revolutionären Akt zu beschließen, den Weg zur Ausarbeitung einer völlig neuen Verfassung freizugeben; das heißt, der originäre pouvoir constituant muss zur Verfassungsbeseitigung und zur Verfassungsneugebung in Form einer Verfassunggebenden Versammlungen wieder in Erscheinung treten.
Ein Beispiel für eine solche starre Verfassung ist die französische Verfassung von 1791. Im Titel VII, Artikel 8 heißt es:
„Keine der durch die Verfassung eingesetzten Gewalten hat das Recht, diese insgesamt oder teilweise zu verändern […]. Die Nationalversammlung erklärt, nachdem sie die Verlesung der vorliegenden Verfassung angehört und sie gebilligt hat, daß die Verfassung beschlossen ist und daß sie nichts daran ändern könne.“
„Aucun des pouvoirs institués par la Constitution n’a le droit de la changer dans son ensemble ni dans ses parties… L’Assemblée nationale, ayant entendu la lecture de l’acte constitutionnel ci-dessus, et après avoir approuvé, déclare que la Constitution est terminée, et qu’elle ne peut y rien changer.“
Da die Legislative die starre Verfassung de facto nicht ändern konnte, manifestierte sich der originäre pouvoir constituant in Frankreich immer wieder erneut. Allein in der Zeit von 1789 bis 1875, also nur innerhalb von 86 Jahren, trat er dreizehnmal in Erscheinung und gab Frankreich dreizehn jeweils völlig neue Verfassungen und instaurierte via Revolutionen und Staatsstreiche die unterschiedlichsten politischen Regime (konstitutionelle Monarchie, Republik, Diktatur, Kaiserreich). So drehte sich das umstürzlerische Verfassungskarussell wie folgt:
„Constitution de 1791, Constitution de l’an I (1793), Constitution de l’an III ou du Directoire (1795), Constitution de l’an VIII ou du Consulat décennal (1799), Constitution de l’an X ou du Consulat à vie (1802), Constitution de l’an XII ou de l’Empire (1804), Constitution sénatoriale de 1814, Charte de 1814, Acte additionnel aux Constitutions de l’Empire (1815), Charte de 1830, Constitution de 1848, Constitution de 1852, Constitution de 1870.“

## (Un-)Gebundenheit despouvoir constituant originaire
Das Postulat der völligen Ungebundenheit der originären verfassunggebenden Gewalt des Volkes bei einer Verfassungsgebung würde alles erlauben. Diese extreme rechtspositivistische Position wurde von Hans Kelsen einmal so formuliert:
„Jeder beliebige Inhalt kann Recht sein.“
Wobei Kelsens Satz eher analytisch gemeint ist und keine Zustimmung sein soll zu jedwedem Inhalt. Anders wird dies gesehen von einer nichtpositivistischen Position, welche die Lehre aus den schmerzlichen Erfahrungen mit menschenverachtenden Regimen gezogen hat. Hartmut Maurer erläutert diese am Naturrecht orientierte Position wie folgt:
„Unabhängigkeit bedeutet freilich nicht Ungebundenheit. Denn auch die verfassunggebende Gewalt ist an bestimmte Vorgaben gebunden, an allgemeine Gerechtigkeitsvorstellungen, überpositive Werte, ethische Gebote oder wenn man solche Bindungen nicht akzeptieren will, an historische Erfahrungen, die über Fehlentscheidungen und ihre Folgen belehren.“
Die Mitgliedstaaten der Europäischen Union sind zudem an völkerrechtlich verbindliche Abkommen gebunden, wie zum Beispiel Menschenrechtsabkommen, so dass bei einer hypothetischen zukünftigen bundesdeutschen oder unionseuropäischen Verfassunggebenden Versammlung die unaufgebbaren Grundrechte keinesfalls zur Disposition stünden.